# Adam Marušić
Adam Marušić (in cirillico: Адам Марушић?; Belgrado, 17 ottobre 1992) è un calciatore montenegrino, difensore o centrocampista della Lazio e della nazionale montenegrina.

## Caratteristiche tecniche
Piede destro con buone qualità fisiche, aerobiche e di velocità. È impiegato come terzino destro anche se nella stagione con la maglia dell'Ostenda è stato utilizzato come esterno alto e basso in entrambe le corsie rendendolo così di fatto un jolly per le fasce.

## Carriera

### Club

#### Voždovac
Il debutto nel calcio professionistico arriva quando indossava la maglia del Voždovac, squadra di Belgrado, sua città nativa. Viene inserito in prima squadra dal 2010 quando la squadra militava nella Srpska Liga cioè il terzo livello del calcio serbo. Nella seconda stagione lui e la sua squadra ottengono la promozione nella Prva Liga Srbija, dove rimarranno per una sola stagione, poiché otterranno una nuova promozione in Superliga, massimo campionato serbo.
Il 10 agosto 2013 fa il suo esordio in Superliga in occasione della trasferta persa, per 1-0, contro l'OFK Belgrado. Sette giorni più tardi arriva anche la prima marcatura in campionato in occasione del pareggio, per 1-1, contro il Vojvodina. Il 5 aprile 2014 mette a segno la sua prima doppietta nel calcio che conta andando a chiudere la partita vinta, per 3-0, contro il Donji Srem. Conclude la stagione con un bottino di 27 presenze e 6 reti.

#### Kortrijk
Nel luglio del 2014 viene acquistato dal club belga del Kortrijk per una cifra vicina ai 450.000 euro. L'esordio arriva il 27 luglio 2014 in occasione della trasferta persa, per 2-0, contro lo Zulte Waregem. Il 9 agosto successivo sigla la sua prima rete con la nuova maglia chiudendo la partita vinta, per 1-2, contro il Malines. L'11 novembre invece arriva anche la prima doppietta in terra belga in occasione della partita esterna vinta, per 0-4, contro il Cercle Bruges. Chiude la stagione con un totale di 35 presenze e 6 reti aiutando il club a partecipare ai play-off per lo scudetto piazzandosi però all'ultimo posto.
Nella seconda stagione il bottino di presenze è di 39 mentre le reti siglate sono 5 ed anche in questa stagione il suo contributo aiuta il club a qualificarsi per l'Europa League. Chiude l'esperienza al Kortrijk con un totale di 74 presenze e 11 reti.

#### Ostenda
Il 29 giugno 2016 viene ceduto all'Ostenda per una cifra vicina al milione d'euro. L'esordio con la maglia dei kustboys arriva il 31 luglio 2016 in occasione della sconfitta esterna, per 2-1, contro il Genk subentrando a partita in corso. Il 14 agosto successivo mette a segno la sua prima marcatura in occasione della vittoria casalinga, per 2-1, contro il R.E. Mouscron andando a siglare la rete che chiude la partita. Il 18 marzo 2017 perde la finale di Coppa del Belgio poiché la sua squadra viene battuta, ai calci di rigore, dallo Zulte-Waregem. Conclude la stagione con un bottino di 40 presenze e 5 reti

#### Lazio

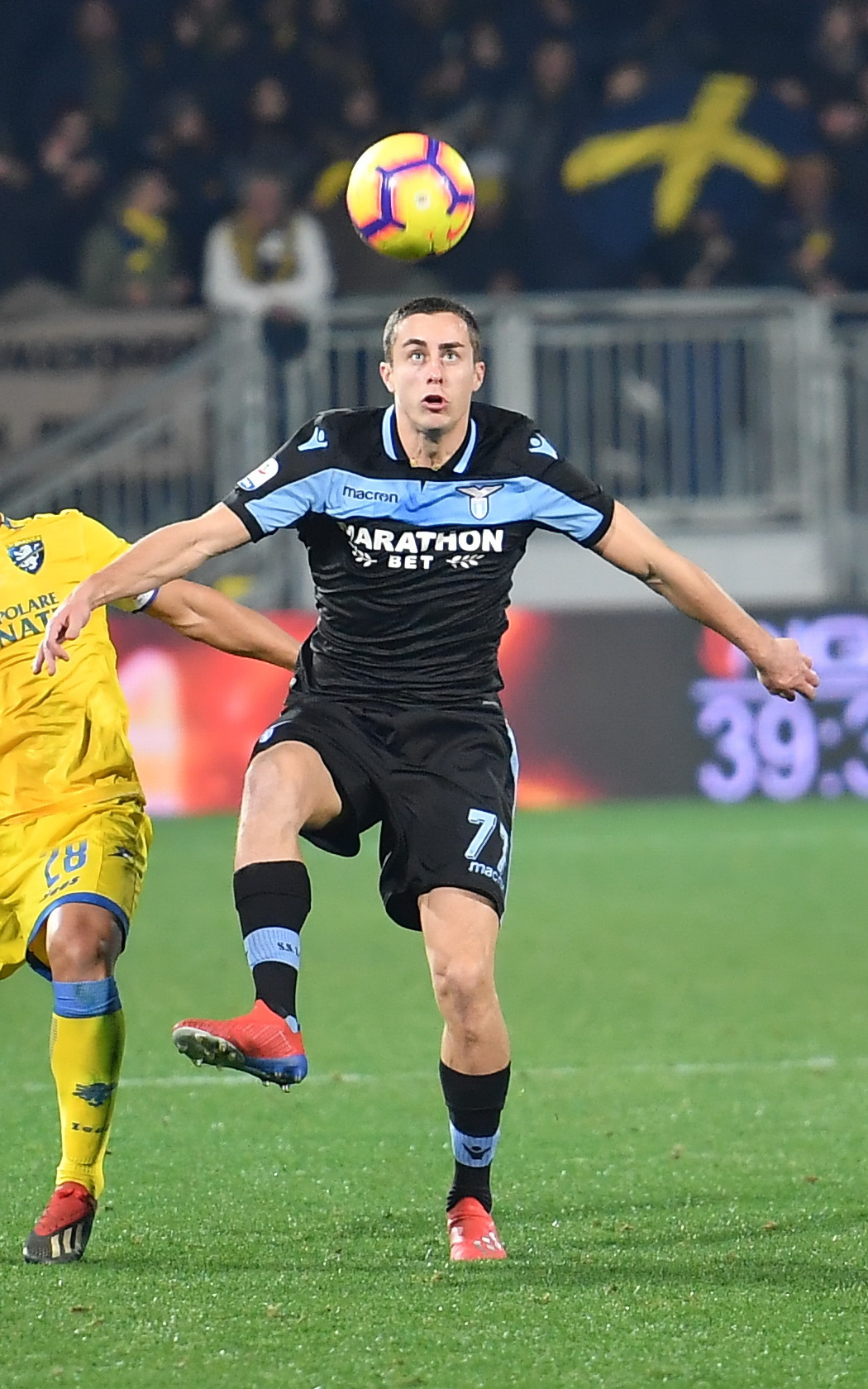
Marušić alla Lazio nel 2019

Il 1º luglio 2017, viene acquistato dal club italiano della Lazio per una cifra vicina ai sette milioni di euro con il quale firma un contratto valido fino al 2022. Il 13 agosto successivo, ottenendo anche il proprio esordio, vince il suo primo titolo in maglia biancoceleste poiché la Lazio si impone, per 2-3, sulla Juventus nella partita valida per l'assegnazione della Supercoppa italiana 2017. Sette giorni più tardi disputa la sua prima partita in Serie A in occasione del pareggio interno, per 0-0, contro la SPAL. Il 14 settembre 2017 invece disputa la sua prima partita di Europa League in occasione della vittoria esterna, per 2-3, contro gli olandesi del Vitesse. Sette giorni più tardi mette a segno il suo primo gol in Serie A in occasione della trasferta vinta, per 0-3, contro il Verona. Chiude la stagione con un bottino di 39 presenze e 3 reti messe a segno oltre alla vittoria della Supercoppa italiana.
Nella stagione successiva, il 25 ottobre 2018, trova la sua prima marcatura in campo internazionale poiché realizza la rete del definitivo 1-3 in casa dell'Olympique Marsiglia nel match valido per la fase a gironi di Europa League. Il 17 marzo 2019 apre le marcature nella sfida casalinga contro il Parma, terminata poi 4-1. Il 15 maggio 2019 vince la Coppa Italia a discapito dell'Atalanta, battuta per 2-0, nella finale di Roma, allo Stadio Olimpico. Conclude la stagione con 34 presenze complessive e 2 goal all'attivo. Il 22 dicembre 2019, a Riad, vince il suo terzo trofeo in biancoceleste poiché la Lazio supera per 3-1 la Juventus nella partita valida per l'assegnazione della Supercoppa Italiana 2019.
Il 15 febbraio 2025, in occasione della sfida di campionato pareggiata 2-2 contro il Napoli, scende in campo per la presenza n. 300 in tutte le competizioni con la maglia biancoceleste.

### Nazionale
Il 27 marzo 2015, all'età di ventidue anni, esordisce con la maglia della nazionale montenegrina in occasione della partita, valida per le qualificazioni all'Europeo 2016, persa a tavolino, per 0-3, contro la Russia. Nel 2021, trova le prime due marcature in nazionale, a seguito delle partite (valide per le qualificazioni al Mondiale 2022) contro Turchia e Gibilterra.

## Statistiche

### Presenze e reti nei club
Statistiche aggiornate al 25 maggio 2025.
| Stagione        | Squadra         | Campionato      | Campionato | Campionato | Coppe nazionali | Coppe nazionali | Coppe nazionali | Coppe continentali | Coppe continentali | Coppe continentali | Altre coppe | Altre coppe | Altre coppe | Totale | Totale |
| Stagione        | Squadra         | Comp            | Pres       | Reti       | Comp            | Pres            | Reti            | Comp               | Pres               | Reti               | Comp        | Pres        | Reti        | Pres   | Reti   |
| --------------- | --------------- | --------------- | ---------- | ---------- | --------------- | --------------- | --------------- | ------------------ | ------------------ | ------------------ | ----------- | ----------- | ----------- | ------ | ------ |
| 2010-2011       | Voždovac        | SL B            | ?          | ?          | -               | -               | -               | -                  | -                  | -                  | -           | -           | -           | ?      | ?      |
| 2011-2012       | Voždovac        | SL B            | ?          | ?          | -               | -               | -               | -                  | -                  | -                  | -           | -           | -           | ?      | ?      |
| 2012-2013       | Voždovac        | PL              | 25         | 1          | -               | -               | -               | -                  | -                  | -                  | -           | -           | -           | 25     | 1      |
| 2013-2014       | Voždovac        | SL              | 27         | 6          | CS              | 0               | 0               | -                  | -                  | -                  | -           | -           | -           | 27     | 6      |
| Totale Voždovac | Totale Voždovac | Totale Voždovac | 89         | 15         |                 | -               | -               |                    | -                  | -                  |             | -           | -           | 89     | 15     |
| 2014-2015       | Kortrijk        | PL              | 25+9       | 5+1        | CB              | 1               | 0               | -                  | -                  | -                  | -           | -           | -           | 35     | 6      |
| 2015-2016       | Kortrijk        | PL              | 29+8       | 3+1        | CB              | 2               | 1               | -                  | -                  | -                  | -           | -           | -           | 39     | 5      |
| Totale Kortrijk | Totale Kortrijk | Totale Kortrijk | 54+17      | 8+2        |                 | 3               | 1               |                    | -                  | -                  |             | -           | -           | 74     | 11     |
| 2016-2017       | Ostenda         | PL              | 26+10      | 3+2        | CB              | 4               | 0               | -                  | -                  | -                  | -           | -           | -           | 40     | 5      |
| 2017-2018       | Lazio           | A               | 32         | 3          | CI              | 1               | 0               | UEL                | 5                  | 0                  | SI          | 1           | 0           | 39     | 3      |
| 2018-2019       | Lazio           | A               | 26         | 1          | CI              | 4               | 0               | UEL                | 4                  | 1                  | -           | -           | -           | 34     | 2      |
| 2019-2020       | Lazio           | A               | 15         | 2          | CI              | 0               | 0               | UEL                | 0                  | 0                  | SI          | 0           | 0           | 15     | 2      |
| 2020-2021       | Lazio           | A               | 36         | 2          | CI              | 2               | 0               | UCL                | 8                  | 0                  | -           | -           | -           | 46     | 2      |
| 2021-2022       | Lazio           | A               | 33         | 1          | CI              | 2               | 0               | UEL                | 6                  | 0                  | -           | -           | -           | 41     | 1      |
| 2022-2023       | Lazio           | A               | 33         | 0          | CI              | 2               | 0               | UEL+UECL           | 6+3                | 0                  | -           | -           | -           | 44     | 0      |
| 2023-2024       | Lazio           | A               | 37         | 1          | CI              | 4               | 0               | UCL                | 7                  | 0                  | SI          | 1           | 0           | 49     | 1      |
| 2024-2025       | Lazio           | A               | 35         | 4          | CI              | 1               | 0               | UEL                | 12                 | 0                  | -           | -           | -           | 48     | 4      |
| Totale Lazio    | Totale Lazio    | Totale Lazio    | 247        | 14         |                 | 16              | 0               |                    | 51                 | 1                  |             | 2           | 0           | 316    | 15     |
| Totale carriera | Totale carriera | Totale carriera | 441        | 44         |                 | 23              | 1               |                    | 51                 | 1                  |             | 2           | 0           | 517    | 46     |

### Cronologia presenze e reti in nazionale
| Cronologia completa delle presenze e delle reti in nazionale ― Montenegro | Cronologia completa delle presenze e delle reti in nazionale ― Montenegro | Cronologia completa delle presenze e delle reti in nazionale ― Montenegro | Cronologia completa delle presenze e delle reti in nazionale ― Montenegro | Cronologia completa delle presenze e delle reti in nazionale ― Montenegro | Cronologia completa delle presenze e delle reti in nazionale ― Montenegro | Cronologia completa delle presenze e delle reti in nazionale ― Montenegro | Cronologia completa delle presenze e delle reti in nazionale ― Montenegro |
| Data                                                                      | Città                                                                     | In casa                                                                   | Risultato                                                                 | Ospiti                                                                    | Competizione                                                              | Reti                                                                      | Note                                                                      |
| ------------------------------------------------------------------------- | ------------------------------------------------------------------------- | ------------------------------------------------------------------------- | ------------------------------------------------------------------------- | ------------------------------------------------------------------------- | ------------------------------------------------------------------------- | ------------------------------------------------------------------------- | ------------------------------------------------------------------------- |
| 27-3-2015                                                                 | Podgorica                                                                 | Montenegro                                                                | 0 – 3 tav                                                                 | Russia                                                                    | Qual. Euro 2016                                                           | -                                                                         |                                                                           |
| 14-6-2015                                                                 | Solna                                                                     | Svezia                                                                    | 3 – 1                                                                     | Montenegro                                                                | Qual. Euro 2016                                                           | -                                                                         |                                                                           |
| 5-9-2015                                                                  | Podgorica                                                                 | Montenegro                                                                | 2 – 0                                                                     | Liechtenstein                                                             | Qual. Euro 2016                                                           | -                                                                         | 47’ 68’                                                                   |
| 8-9-2015                                                                  | Chișinău                                                                  | Moldavia                                                                  | 0 – 2                                                                     | Montenegro                                                                | Qual. Euro 2016                                                           | -                                                                         | 69’                                                                       |
| 9-10-2015                                                                 | Podgorica                                                                 | Montenegro                                                                | 2 – 3                                                                     | Austria                                                                   | Qual. Euro 2016                                                           | -                                                                         |                                                                           |
| 12-10-2015                                                                | Mosca                                                                     | Russia                                                                    | 2 – 0                                                                     | Montenegro                                                                | Qual. Euro 2016                                                           | -                                                                         | 67’                                                                       |
| 12-11-2015                                                                | Skopje                                                                    | Macedonia                                                                 | 4 – 1                                                                     | Montenegro                                                                | Amichevole                                                                | -                                                                         | 46’                                                                       |
| 24-3-2016                                                                 | Il Pireo                                                                  | Grecia                                                                    | 2 – 1                                                                     | Montenegro                                                                | Amichevole                                                                | -                                                                         |                                                                           |
| 29-3-2016                                                                 | Podgorica                                                                 | Montenegro                                                                | 0 – 0                                                                     | Bielorussia                                                               | Amichevole                                                                | -                                                                         |                                                                           |
| 4-9-2016                                                                  | Cluj-Napoca                                                               | Romania                                                                   | 1 – 1                                                                     | Montenegro                                                                | Qual. Mondiali 2018                                                       | -                                                                         |                                                                           |
| 8-10-2016                                                                 | Podgorica                                                                 | Montenegro                                                                | 5 – 0                                                                     | Kazakistan                                                                | Qual. Mondiali 2018                                                       | -                                                                         |                                                                           |
| 11-10-2016                                                                | Copenaghen                                                                | Danimarca                                                                 | 0 – 1                                                                     | Montenegro                                                                | Qual. Mondiali 2018                                                       | -                                                                         |                                                                           |
| 11-11-2016                                                                | Erevan                                                                    | Armenia                                                                   | 3 – 2                                                                     | Montenegro                                                                | Qual. Mondiali 2018                                                       | -                                                                         |                                                                           |
| 26-3-2017                                                                 | Podgorica                                                                 | Montenegro                                                                | 1 – 2                                                                     | Polonia                                                                   | Qual. Mondiali 2018                                                       | -                                                                         | 90+2’                                                                     |
| 10-6-2017                                                                 | Podgorica                                                                 | Montenegro                                                                | 4 – 1                                                                     | Armenia                                                                   | Qual. Mondiali 2018                                                       | -                                                                         |                                                                           |
| 1-9-2017                                                                  | Astana                                                                    | Kazakistan                                                                | 0 – 3                                                                     | Montenegro                                                                | Qual. Mondiali 2018                                                       | -                                                                         |                                                                           |
| 4-9-2017                                                                  | Podgorica                                                                 | Montenegro                                                                | 1 – 0                                                                     | Romania                                                                   | Qual. Mondiali 2018                                                       | -                                                                         |                                                                           |
| 5-10-2017                                                                 | Podgorica                                                                 | Montenegro                                                                | 0 – 1                                                                     | Danimarca                                                                 | Qual. Mondiali 2018                                                       | -                                                                         |                                                                           |
| 23-3-2018                                                                 | Nicosia                                                                   | Cipro                                                                     | 0 – 0                                                                     | Montenegro                                                                | Amichevole                                                                | -                                                                         | 65’                                                                       |
| 27-3-2018                                                                 | Podgorica                                                                 | Montenegro                                                                | 2 – 2                                                                     | Turchia                                                                   | Amichevole                                                                | -                                                                         | 79’                                                                       |
| 28-5-2018                                                                 | Zenica                                                                    | Bosnia ed Erzegovina                                                      | 0 – 0                                                                     | Montenegro                                                                | Amichevole                                                                | -                                                                         |                                                                           |
| 2-6-2018                                                                  | Podgorica                                                                 | Montenegro                                                                | 0 – 2                                                                     | Slovenia                                                                  | Amichevole                                                                | -                                                                         |                                                                           |
| 11-10-2018                                                                | Podgorica                                                                 | Montenegro                                                                | 0 – 2                                                                     | Serbia                                                                    | UEFA Nations League 2018-2019 - 1º turno                                  | -                                                                         |                                                                           |
| 17-11-2018                                                                | Belgrado                                                                  | Serbia                                                                    | 2 – 1                                                                     | Montenegro                                                                | UEFA Nations League 2018-2019 - 1º turno                                  | -                                                                         |                                                                           |
| 20-11-2018                                                                | Podgorica                                                                 | Montenegro                                                                | 0 – 1                                                                     | Romania                                                                   | UEFA Nations League 2018-2019 - 1º turno                                  | -                                                                         | 87’                                                                       |
| 22-3-2019                                                                 | Sofia                                                                     | Bulgaria                                                                  | 1 – 1                                                                     | Montenegro                                                                | Qual. Euro 2020                                                           | -                                                                         |                                                                           |
| 25-3-2019                                                                 | Podgorica                                                                 | Montenegro                                                                | 1 – 5                                                                     | Inghilterra                                                               | Qual. Euro 2020                                                           | -                                                                         |                                                                           |
| 7-6-2019                                                                  | Podgorica                                                                 | Montenegro                                                                | 1 – 1                                                                     | Kosovo                                                                    | Qual. Euro 2020                                                           | -                                                                         |                                                                           |
| 10-6-2019                                                                 | Olomouc                                                                   | Rep. Ceca                                                                 | 3 – 0                                                                     | Montenegro                                                                | Qual. Euro 2020                                                           | -                                                                         | 60’                                                                       |
| 5-9-2019                                                                  | Podgorica                                                                 | Montenegro                                                                | 2 – 1                                                                     | Ungheria                                                                  | Amichevole                                                                | -                                                                         | 55’                                                                       |
| 10-9-2019                                                                 | Podgorica                                                                 | Montenegro                                                                | 0 – 3                                                                     | Rep. Ceca                                                                 | Qual. Euro 2020                                                           | -                                                                         |                                                                           |
| 11-10-2019                                                                | Podgorica                                                                 | Montenegro                                                                | 0 – 0                                                                     | Bulgaria                                                                  | Qual. Euro 2020                                                           | -                                                                         |                                                                           |
| 14-10-2019                                                                | Pristina                                                                  | Kosovo                                                                    | 2 – 0                                                                     | Montenegro                                                                | Qual. Euro 2020                                                           | -                                                                         |                                                                           |
| 5-9-2020                                                                  | Strovolos                                                                 | Cipro                                                                     | 0 – 2                                                                     | Montenegro                                                                | UEFA Nations League 2020-2021 - 1º turno                                  | -                                                                         |                                                                           |
| 8-9-2020                                                                  | Lussemburgo                                                               | Lussemburgo                                                               | 0 – 1                                                                     | Montenegro                                                                | UEFA Nations League 2020-2021 - 1º turno                                  | -                                                                         |                                                                           |
| 14-11-2020                                                                | Baku                                                                      | Azerbaigian                                                               | 0 – 0                                                                     | Montenegro                                                                | UEFA Nations League 2020-2021 - 1º turno                                  | -                                                                         |                                                                           |
| 17-11-2020                                                                | Podgorica                                                                 | Montenegro                                                                | 4 – 0                                                                     | Cipro                                                                     | UEFA Nations League 2020-2021 - 1º turno                                  | -                                                                         |                                                                           |
| 24-3-2021                                                                 | Riga                                                                      | Lettonia                                                                  | 1 – 2                                                                     | Montenegro                                                                | Qual. Mondiali 2022                                                       | -                                                                         |                                                                           |
| 30-3-2021                                                                 | Podgorica                                                                 | Montenegro                                                                | 0 – 1                                                                     | Norvegia                                                                  | Qual. Mondiali 2022                                                       | -                                                                         | 88’                                                                       |
| 1-9-2021                                                                  | Istanbul                                                                  | Turchia                                                                   | 2 – 2                                                                     | Montenegro                                                                | Qual. Mondiali 2022                                                       | 1                                                                         |                                                                           |
| 4-9-2021                                                                  | Eindhoven                                                                 | Paesi Bassi                                                               | 4 – 0                                                                     | Montenegro                                                                | Qual. Mondiali 2022                                                       | -                                                                         | 63’                                                                       |
| 7-9-2021                                                                  | Podgorica                                                                 | Montenegro                                                                | 0 – 0                                                                     | Lettonia                                                                  | Qual. Mondiali 2022                                                       | -                                                                         |                                                                           |
| 8-10-2021                                                                 | Gibilterra                                                                | Gibilterra                                                                | 0 – 3                                                                     | Montenegro                                                                | Qual. Mondiali 2022                                                       | 1                                                                         | 73’                                                                       |
| 11-10-2021                                                                | Oslo                                                                      | Norvegia                                                                  | 2 – 0                                                                     | Montenegro                                                                | Qual. Mondiali 2022                                                       | -                                                                         | 63’                                                                       |
| 24-3-2022                                                                 | Erevan                                                                    | Armenia                                                                   | 1 – 0                                                                     | Montenegro                                                                | Amichevole                                                                | -                                                                         | 46’                                                                       |
| 28-3-2022                                                                 | Podgorica                                                                 | Montenegro                                                                | 1 – 0                                                                     | Grecia                                                                    | Amichevole                                                                | -                                                                         |                                                                           |
| 4-6-2022                                                                  | Podgorica                                                                 | Montenegro                                                                | 2 – 0                                                                     | Romania                                                                   | UEFA Nations League 2022-2023 - 1º turno                                  | -                                                                         | 79’                                                                       |
| 7-6-2022                                                                  | Helsinki                                                                  | Finlandia                                                                 | 2 – 0                                                                     | Montenegro                                                                | UEFA Nations League 2022-2023 - 1º turno                                  | -                                                                         | 78’                                                                       |
| 11-6-2022                                                                 | Podgorica                                                                 | Montenegro                                                                | 1 – 1                                                                     | Bosnia ed Erzegovina                                                      | UEFA Nations League 2022-2023 - 1º turno                                  | 1                                                                         | 65’                                                                       |
| 23-9-2022                                                                 | Zenica                                                                    | Bosnia ed Erzegovina                                                      | 1 – 0                                                                     | Montenegro                                                                | UEFA Nations League 2022-2023 - 1º turno                                  | -                                                                         | 90+4’                                                                     |
| 17-11-2022                                                                | Podgorica                                                                 | Montenegro                                                                | 2 – 2                                                                     | Slovacchia                                                                | Amichevole                                                                | -                                                                         |                                                                           |
| 20-11-2022                                                                | Lubiana                                                                   | Slovenia                                                                  | 1 – 0                                                                     | Montenegro                                                                | Amichevole                                                                | -                                                                         | 46’                                                                       |
| 24-3-2023                                                                 | Sofia                                                                     | Bulgaria                                                                  | 0 – 1                                                                     | Montenegro                                                                | Qual. Euro 2024                                                           | -                                                                         | 83’                                                                       |
| 27-3-2023                                                                 | Podgorica                                                                 | Montenegro                                                                | 0 – 2                                                                     | Serbia                                                                    | Qual. Euro 2024                                                           | -                                                                         |                                                                           |
| 7-9-2023                                                                  | Kaunas                                                                    | Lituania                                                                  | 2 – 2                                                                     | Montenegro                                                                | Qual. Euro 2024                                                           | -                                                                         |                                                                           |
| 10-9-2023                                                                 | Podgorica                                                                 | Montenegro                                                                | 2 – 1                                                                     | Bulgaria                                                                  | Qual. Euro 2024                                                           | -                                                                         |                                                                           |
| 17-10-2023                                                                | Belgrado                                                                  | Serbia                                                                    | 3 – 1                                                                     | Montenegro                                                                | Qual. Euro 2024                                                           | -                                                                         |                                                                           |
| 21-3-2024                                                                 | Boztepe                                                                   | Montenegro                                                                | 2 – 0                                                                     | Bielorussia                                                               | Amichevole                                                                | 1                                                                         | 83’                                                                       |
| 25-3-2024                                                                 | Boztepe                                                                   | Montenegro                                                                | 1 – 0                                                                     | Macedonia del Nord                                                        | Amichevole                                                                | -                                                                         | 61’                                                                       |
| 6-9-2024                                                                  | Reykjavík                                                                 | Islanda                                                                   | 2 – 0                                                                     | Montenegro                                                                | UEFA Nations League 2024-2025 - 1º turno                                  | -                                                                         | cap.                                                                      |
| 9-9-2024                                                                  | Nikšić                                                                    | Montenegro                                                                | 1 – 2                                                                     | Galles                                                                    | UEFA Nations League 2024-2025 - 1º turno                                  | -                                                                         | 57’ 74’                                                                   |
| 11-10-2024                                                                | Samsun                                                                    | Turchia                                                                   | 1 – 0                                                                     | Montenegro                                                                | UEFA Nations League 2024-2025 - 1º turno                                  | -                                                                         |                                                                           |
| 14-10-2024                                                                | Cardiff                                                                   | Galles                                                                    | 1 – 0                                                                     | Montenegro                                                                | UEFA Nations League 2024-2025 - 1º turno                                  | -                                                                         | 46’                                                                       |
| 16-11-2024                                                                | Nikšić                                                                    | Montenegro                                                                | 0 – 2                                                                     | Islanda                                                                   | UEFA Nations League 2024-2025 - 1º turno                                  | -                                                                         | cap. 66’                                                                  |
| 22-3-2025                                                                 | Nikšić                                                                    | Montenegro                                                                | 3 – 1                                                                     | Gibilterra                                                                | Qual. Mondiali 2026                                                       | 1                                                                         | 59’                                                                       |
| 25-3-2025                                                                 | Nikšić                                                                    | Montenegro                                                                | 1 – 0                                                                     | Fær Øer                                                                   | Qual. Mondiali 2026                                                       | -                                                                         |                                                                           |
| Totale                                                                    |                                                                           | Presenze (4º posto)                                                       | 66                                                                        |                                                                           | Reti (10º posto)                                                          | 5                                                                         |                                                                           |

## Palmarès

### Club
- Srpska Liga: 1

Voždovac: 2011-2012
- Supercoppa italiana: 2

Lazio: 2017, 2019
- Coppa Italia: 1

Lazio: 2018-2019